# Matt Cardle
Matthew Sheridan "Matt" Cardle (né le 15 avril 1983) est un chanteur-compositeur anglais ayant remporté la 7e saison de l'émission britannique The X Factor en 2010.

## Prestations dansThe X Factor
| Semaine             | Chanson                             | Thème                      | Résultat                 |
| ------------------- | ----------------------------------- | -------------------------- | ------------------------ |
| Audition            | You Know I'm No Good                | Choix libre (pas de thème) | Through to bootcamp      |
| Bootcamp            | The First Time Ever I Saw Your Face | Choix libre (pas de thème) | Through to judges houses |
| Judges' House       | If I Were a Boy                     | Choix libre (pas de thème) | Through to live shows    |
| Week 1              | When Love Takes Over                | Numéro un                  | Safe                     |
| Week 2              | Just the Way You Are                | Héros                      | Safe                     |
| Week 3              | ...Baby One More Time               | Plaisirs coupables         | Safe                     |
| Week 4              | Bleeding Love                       | Halloween                  | Safe                     |
| Week 5              | The First Time Ever I Saw Your Face | Hymnes américains          | Safe                     |
| Week 6              | Goodbye Yellow Brick Road           | Chansons d'Elton John      | Safe                     |
| Week 7              | Come Together                       | Chansons des Beatles       | Safe                     |
| Week 8              | I Love Rock 'n' Roll                | Rock                       | Safe                     |
| Week 8              | Nights in White Satin               | Rock                       | Safe                     |
| Week 9 (semi-final) | "You Got the Love"                  | Club classics              | Safe                     |
| Week 9 (semi-final) | She's Always a Woman                | Get me to the final songs  | Safe                     |
| Week 10 (final)     | Here with Me                        | Free choice (no theme)     | Safe                     |
| Week 10 (final)     | Unfaithful (chanté avec Rihanna)    | Duo avec une célébrité     | Safe                     |
| Week 10 (final)     | Firework                            | Choix libre (pas de thème) | Safe                     |
| Week 10 (final)     | When We Collide (en)                | Chanson du gagnant         | Winner                   |

## Discographie

### Albums
| Titre     | Détails                                                                                 | Classement |
| Titre     | Détails                                                                                 | UK         |
| --------- | --------------------------------------------------------------------------------------- | ---------- |
| Letters   | - Sortie : 14 octobre 2011 - Label: Syco, Sony, Columbia - Format: CD, Digital download | 2          |
| The Fire  | - Sortie : 29 october 2012 - Label: So What Recordings - Format: CD, Digital download   | 8          |
| Porcelain | - Sortie : 28 october 2013 - Format: CD, Digital download                               | 11         |

### Singles
| 2010                                           | "When We Collide"             | 1   | 1  | 1  | Letters   |
| 2011                                           | "Run For Your Life"           | 6   | 12 | 6  | Letters   |
| 2011                                           | "Starlight"                   | 185 | —  | —  | Letters   |
| 2012                                           | "Amazing"                     | 84  | —  | —  | Letters   |
| 2012                                           | "It's Only Love"              | 175 | —  | —  | The Fire  |
| 2012                                           | "Anyone Else"                 | —   | —  | —  | The Fire  |
| 2013                                           | "Loving You" (with Melanie C) | 14  | 42 | 11 | Porcelain |
| 2013                                           | "When You Were My Girl"       | —   | —  | —  | Porcelain |
| 2014                                           | "Hit My Heart"                | 171 | —  | —  | Porcelain |
| "—" signifie que le single ne s'est pas classé |                               |     |    |    |           |

### En artiste invité
| Année | Single                                           | Classement | Classement | Classement | Album            |
| Année | Single                                           | UK         | IRL        | SCO        | Album            |
| ----- | ------------------------------------------------ | ---------- | ---------- | ---------- | ---------------- |
| 2010  | "Heroes" (en tant que finaliste de The X Factor) | 1          | 1          | 1          | Non-album single |